# Анадыро-Колымский бассейновый округ

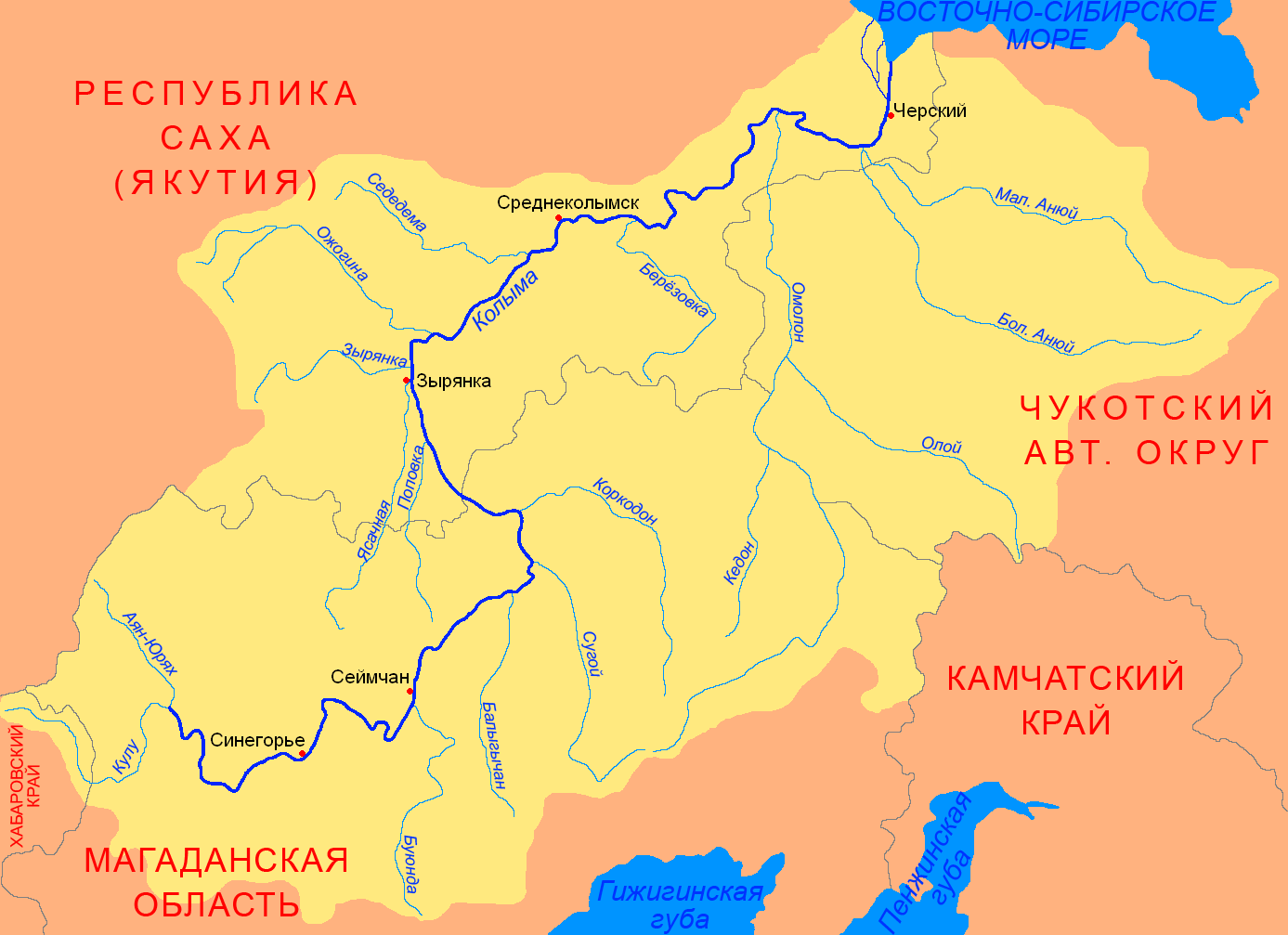
Бассейн реки Колыма

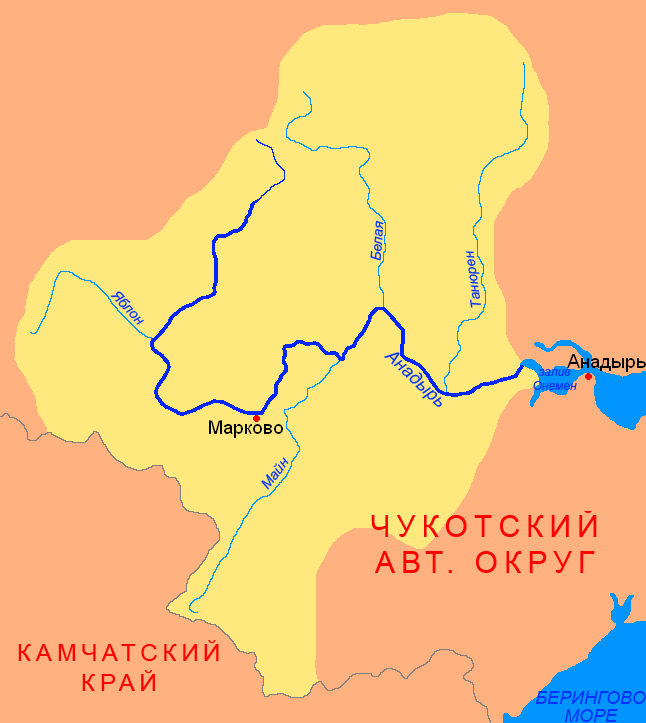
Бассейн реки Анадырь

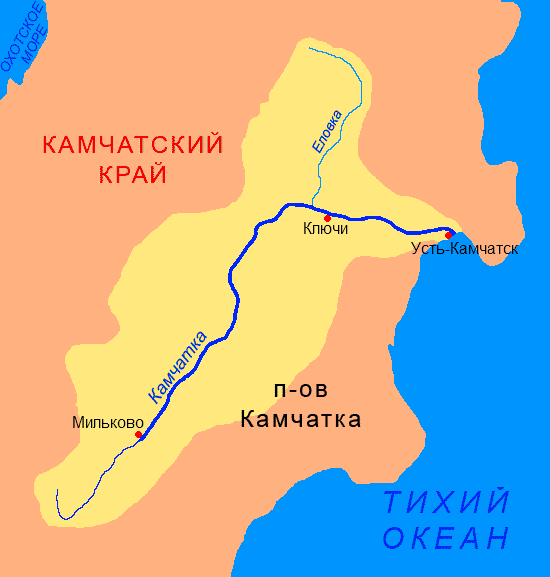
Бассейн реки Камчатка

Анадыро-Колымский бассейновый округ — один из 20 бассейновых округов России (согласно ст. 28 Водного кодекса РФ).
Появился в 2006 году с целью выделения особой области использования и охраны водных объектов рек Дальнего Востока России и связанных с ним подземных водных объектов.
Подразделы Анадыро-Колымского бассейнового округа выделяются цифровым кодом 19.
Подразделяется на:
- 19.01 — Колыма
  - 19.01.01 — Колыма до впадения Омолона[1]
    - 19.01.01.001 — Колыма от истока до Колымской ГЭС
    - 19.01.01.002 — Колыма от Колымской ГЭС до впадения р. Сеймчан
    - 19.01.01.003 — Колыма от впадения р. Сеймчан до в/п ГМС Коркодон
    - 19.01.01.004 — Колыма от в/п ГМС Коркодон до в/п г. Среднеколымск
    - 19.01.01.005 — Колыма от в/п г. Среднеколымск до впадения р. Омолон

  - 19.01.02 — Омолон[2]
    - 19.01.02.001 — Омолон

  - 19.01.003 — Анюй[3]
    - 19.01.03.001 — Анюй, включая реки Большой и Малый Анюй

  - 19.01.04 — Колыма ниже Омолона (без Анюя)[4]
    - 19.01.04.001 — Колыма от впадения р. Омолон до устья без р. Анюй

- 19.02 — Бассейны рек Восточно-Сибирского моря восточнее Колымы
  - 19.02.00 — Бассейны рек Восточно-Сибирского моря восточнее Колымы[5]
    - 19.02.00.001 — Бассейны рек Восточно-Сибирского моря от восточной границы бассейна р. Колыма до границы бассейна Чукотского моря

- 19.03 — Бассейны рек Чукотского моря
  - 19.03.00 — Бассейны рек Чукотского моря[6]
    - 19.03.00.001 — Бассейны рек Чукотского моря
    - 19.03.00.100 — Острова Чукотского моря в пределах внутренних морских вод и территориального моря РФ, прилегающего к береговой линии гидрографической единицы 19.03.00 (вкл. о-в Врангеля)

- 19.04 — Бассейны рек Берингова моря (от Чукотки до Анадыря)
  - 19.04.00 — Бассейны рек Берингова моря (от Чукотки до Анадыря)[7]
    - 19.04.00.001 — Бассейны рек Берингова моря от мыса Дежнёва до северо-восточной границы бассейна р. Анадырь

- 19.05 — Анадырь
  - 19.05.00 — Анадырь[8]
    - 19.05.00.001 — Анадырь от истока до впадения р. Майн
    - 19.05.00.002 — Анадырь от впадения р. Майн до устья

- 19.06 — Бассейны рек Берингова моря (южнее Анадыря)
  - 19.06.00 — Бассейны рек Берингова моря (южнее Анадыря)[9]
    - 19.06.00.001 — Бассейны рек Берингова моря от границы бассейна р. Анадырь до северной границы бассейна р. Опука
    - 19.06.00.002 — Бассейны рек Берингова моря от северной границы бассейна р. Опука до южной границы бассейна р. Вывенка
    - 19.06.00.003 — Бассейны рек Берингова моря от южной границы бассейна р. Вывенка до северной границы бассейна р. Камчатка
    - 19.06.00.100 — Острова Берингова моря в пределах внутренних морских вод и территориального моря РФ, прилегающего к береговой линии гидрографической единицы 19.06.00 (вкл. о-в Карагинский)

- 19.07 — р. Камчатка
  - 19.07.00 — р. Камчатка[10]
    - 19.07.00.001 — Камчатка
    - 19.07.00.002 — Бассейны рек Тихого океана п-ова Камчатка южнее юго-восточной границы бассейна р. Камчатка
    - 19.07.00.100 — Острова Берингова моря в пределах внутренних морских вод и территориального моря РФ, прилегающего к береговой линии гидрографической единицы 19.07.00 (вкл. Командорские о-ва)

- 19.08 — Реки Камчатки бассейна Охотского моря (до Пенжины)
  - 19.08.00 — Реки Камчатки бассейна Охотского моря (до Пенжины)[11]
    - 19.08.00.001 — Бассейны рек Охотского моря п-ова Камчатка от восточной границы бассейна р. Пенжина до южной границы бассейна р. Тигиль
    - 19.08.00.002 — Бассейны рек Охотского моря п-ова Камчатка южнее южной границы бассейна р. Тигиль

- 19.09 — Пенжина
  - 19.09.00 — Пенжина[12]
    - 19.09.00.001 — Пенжина

- 19.10 — Бассейны рек Охотского моря от Пенжины до хр. Сунтар-Хаята
  - 19.10.00 — Бассейны рек Охотского моря от Пенжины до хр. Сунтар-Хаята[13]
    - 19.10.00.001 — Бассейны рек Охотского моря от западной границы бассейна р. Пенжина до южной границы бассейна р. Тахтаяма
    - 19.10.00.002 — Бассейны рек Охотского моря от южной границы бассейна р. Тахтаяма до северо-восточной границы бассейна р. Иня